# Dr. Krankenstein
Dr. Krankenstein is een Nederlandse educatieve en komische horrorserie voor kinderen die uitgezonden werd van 18 oktober 1987 tot 31 januari 1988 door de VPRO.

## Verhaal
In de serie, die gebaseerd is op de roman Frankenstein, zijn dr. Krankenstein en zijn eigenaardige hulpje Igor de hoofdpersonen. Zij hebben een levend wezen, Boris, gecreëerd uit menselijke onderdelen.
In de verschillende afleveringen past dr. Krankenstein technieken toe op Boris die hij in een modern ziekenhuis ziet; dit echter vaak met slechte afloop.

## Rolverdeling
| Personage         | Acteur/actrice      |
| ----------------- | ------------------- |
| Dr. Krankenstein  | Harry van Rijthoven |
| Igor              | Henk Votel          |
| Spreekstalmeester | Jerôme Reehuis      |
| Boris             | Bert Plagman        |

## Afleveringen
| Aflevering | Titel              | Uitzenddatum     |
| ---------- | ------------------ | ---------------- |
| 1          | Leven en dood      | 18 oktober 1987  |
| 2          | Honger en dik      | 1 november 1987  |
| 3          | Koorts en infectie | 15 november 1987 |
| 4          | Sterk en sport     | 29 november 1987 |
| 5          | Bloed              | 13 december 1987 |
| 6          | Scheel             | 3 januari 1988   |
| 7          | Gek of slim?       | 17 januari 1988  |
| 8          | Seks               | 31 januari 1988  |